# Dinemoura
Dinemoura är ett släkte av kräftdjur som beskrevs av Pierre André Latreille 1829. Dinemoura ingår i familjen Pandaridae.
Kladogram enligt Catalogue of Life och Dyntaxa:
| Dinemoura | \| \| Dinemoura discrepans \| \| \| \| \| \| Dinemoura latifolia \| \| \| \| \| \| Dinemoura producta \| \| \| \| |
|           | \| \| Dinemoura discrepans \| \| \| \| \| \| Dinemoura latifolia \| \| \| \| \| \| Dinemoura producta \| \| \| \| |
|           | Demoleus |
|           | |
|           | Echthrogaleus |
|           | |
|           | Gangliopus |
|           | |
|           | Nesippus |
|           | |
|           | Nogagus |
|           | |
|           | Pagina |
|           | |
|           | Pandarus |
|           | |
|           | Pannosus |
|           | |
|           | Perissopus |
|           | |
|           | Phyllothyreus |
|           | |
|           | Prosaetes |
|           | |
|           | Dinemoura discrepans                                                                                              |
|           | |
|           | Dinemoura latifolia                                                                                               |
|           | |
|           | Dinemoura producta                                                                                                |
|           | |

|  | Dinemoura discrepans |
|  |                      |
|  | Dinemoura latifolia  |
|  |                      |
|  | Dinemoura producta   |
|  |                      |